# Kanadevia Inova Schmack
Die Kanadevia Inova Schmack GmbH (ehemalige Hitachi Zosen Inova Schmack GmbH, Schmack Biogas Service GmbH und Schmack Biogas GmbH) ist ein deutsches Unternehmen der Erneuerbare-Energien-Branche. Sie ist ein Nachfolgeunternehmen der börsennotierten Schmack Biogas AG, die nach Insolvenz aufgelöst wurde. Als Komplettanbieter projektiert, errichtet und betreibt Schmack Biogas Biogasanlagen und bietet dafür technischen und mikrobiologischen Service.
Die Firmenzentrale des Unternehmens befindet sich in Schwandorf (Bayern), dem Standort der ehemaligen Schmack Biogas AG; der eingetragene Sitz der GmbH ist Allendorf (Eder).

## Kennzahlen
Zum Jahresende 2020 beschäftigte das Unternehmen nach eigenen Angaben rund 140 Mitarbeiter. Weltweit wurden über 480 Anlagen in 18 Ländern errichtet.

## Geschichte
Das Unternehmen startete 1995 unter der Firmierung „Schmack Biogas GbR“ in Regensburg, 1998 zog das Unternehmen nach Burglengenfeld im Landkreis Schwandorf, 2001 erfolgte die Umwandlung in die Schmack Biogas AG, 2003 wurde der Sitz von Burglengenfeld nach Schwandorf verlegt und die mit 1 MWel damals größte Biogasanlage Europas auf Maispflanzen-Basis in St. Veit an der Glan (Österreich) erbaut. 2004 entstand der aus sechs Anlagen bestehende „Biogaspark Austria“ mit einer Gesamtleistung von 2,25 MWel. 2005 wurde die mit 3,2 MW bislang größte Biogasanlage für die Aufwind Schmack GmbH Neue Energien in Hünxe in Betrieb genommen und im Auftrag von E.ON Bayern AG eine Anlage am Schwandorfer Firmensitz errichtet. Im Folgejahr wurden die ersten Biomethan-Anlagen Deutschlands in Kerpen (für die STAWAG) und in Pliening errichtet sowie für den französischen Energiekonzern Dalkia der aus 10 Anlagen bestehende „Biogaspark Altmark“. Außerdem wurde die italienische Tochtergesellschaft Schmack Biogas Srl. in Bozen aus der Taufe gehoben und Ulrich Schmack wurde als Teilnehmer in den sogenannten Energiegipfel der Bundesregierung berufen, der ein nationales energiepolitisches Gesamtkonzept ausarbeiten soll. 2006 ging die Schmack Biogas AG an die Börse. 2007 wurde die Hese Biogas übernommen sowie mit der Regensburger REWAG das Joint Venture RENION gegründet.
Am 20. Oktober 2009 stellte die Schmack Biogas AG einen Antrag auf Eröffnung des Insolvenzverfahrens wegen drohender Zahlungsunfähigkeit. Verhandlungen mit Banken und Investoren zur Rettung der Schmack Biogas-Gruppe zuvor konnten die Insolvenz nicht verhindern. Am 22. Januar 2010 wurde nach Verkauf von Teilen des Geschäfts an die Viessmann Gruppe die Abwicklung der Aktiengesellschaft eingeleitet. Das Restgeschäft wurde danach in dem Nachfolgeunternehmen Schmack Biogas GmbH unter dem Dach von Viessmann fortgeführt.
Im Mai 2017 kündigte Viessmann an, dass Schmack sich aus dem Markt für den Bau neuer Anlagen zurückziehen wird, um sich auf die Wartung, den Betrieb und die Sanierung bestehender Biogas- und Biomethananlagen sowie auf die Lieferung von Komponenten zu konzentrieren.
Deshalb verkaufte das Unternehmen seine Tochtergesellschaften in den folgenden Monaten. Zuerst wurde die US-Tochter Bioferm Energy Systems verkauft; im Januar 2018 wurde durch einen Management-Buy-out auch die italienische Tochtergesellschaft verkauft, die den Namen Schmack Biogas beibehielt und alle Planungs- und Bauaktivitäten der Anlagen übernahm. Im Dezember 2018 kam es zum Verkauf von Schmack Biogas Komponenten, die unter dem Namen Mebatek GmbH selbständig wurde, und von Carbotech Gas Systems, die von PowerChina übernommen wurde.
2021 verkaufte die Viessmann-Gruppe die Schmack Biogas an die schweizerisch-japanische Hitachi Zosen Inova AG, ein Tochterunternehmen von Hitachi Zōsen.
Ab dem 1. Oktober 2024 wurde das Unternehmen in Kanadevia Inova Schmack umbenannt, nachdem die Hitachi Zosen Gruppe in Kanadevia umbenannt wurde.

## Aktie
Ab dem 24. Mai 2006 war die Schmack Biogas AG an der Frankfurter Wertpapierbörse im Prime Standard notiert. Die Schmack-Aktie gehörte zu den ersten, die in dem am 5. Juni 2007 gegründeten Aktienindex ÖkoDAX enthalten waren. Die Börsennotierung endete Ende 2010.

## Weitere Gesellschaften der Schmack-Gruppe
- Schmack Biogas Service GmbH, Schwandorf
- Schmack Biogas Komponenten GmbH (ehem.: „Stelzenberger Biogas GmbH“), Kirchweidach (Komponentenhersteller für Biogastechnik: z. B. Rührwerke)
- Carbotech Gas Systems GmbH, Essen (2006 übernommen; Geschäftsfelder: Prozesse und Technologien zur Erzeugung, Reinigung, sowie Rückgewinnung von technischen und biogenen Gasen; Design, Engineering, Bau und Inbetriebnahme schlüsselfertiger Anlagen)